# Ōtomo no Tabito

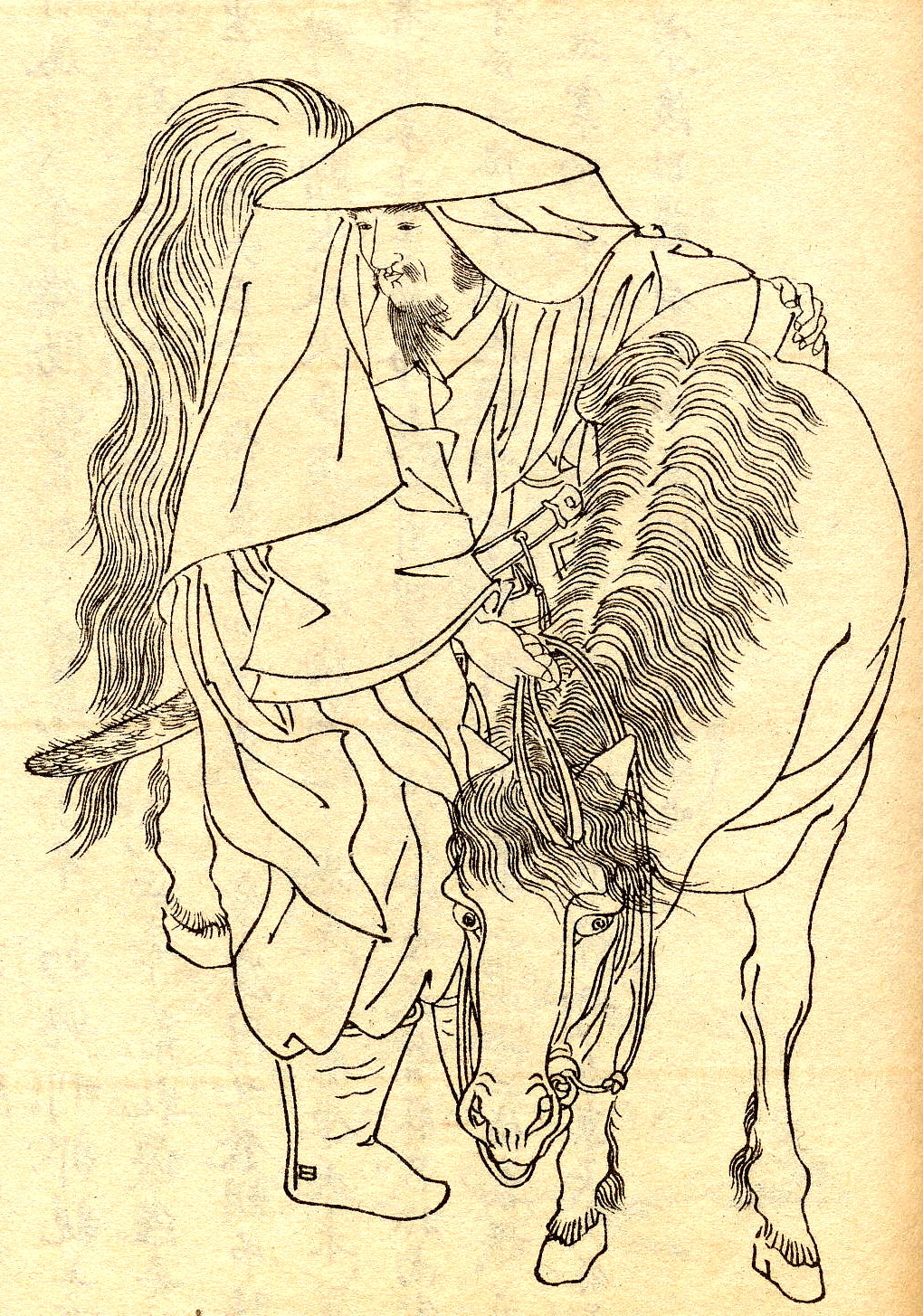
Ōtomo no Tabito, diseño de Kikuchi Yōsai, 1788–1878

Ōtomo no Tabito (大伴 旅人; 665 - 31 de agosto del 731) fue un político y poeta japonés, conocido por ser el padre de Ōtomo no Yakamochi, quien contribuyó a compilar el Man'yōshū. Tabito fue contemporáneo de Hitomaro, pero sin éxito de la Corte Imperial. Mientras ostentaba el cargo de Gobernador General de Dazaifu, desde 728 a 730, Tabito organizó la celebración de los ciruelos en flor, promoviendo la composición poética entre sus súbditos imitando la elegancia del estilo chino. También mostró su educación china en sus trece poemas tanka en alabanza al sake.
El poema 3-344 de Manyōshū, es un elogio del sake:

あな醜 賢しらをすと 酒飲まぬ 人をよく見れば 猿にかも似る

Ana miniku sakashira o su to sake nomanu hito o yoku mireba saru ni ka mo niru

¡Oh, qué feo. Míralo bien al hombre que es arrogante y no bebe bien, y él se ve exactamente como un mono.

- Datos: Q386287
- Multimedia: Ōtomo no Tabito / Q386287